# Рупрехт IV (Вирнебург)
Рупрехт IV фон Вирнебург (на немски: Ruprecht IV von Virneburg: † пр. 5 май 1444) е граф на Вирнебург в служба на херцога на Бургундия.

## Биография
Той е син на граф Адолф фон Вирнебург († 1391) и съпругата му Юта фон Рандерат († 1407).
През 1391 г. Рупрехт IV е доказан като граф на Вирнебург. Към края на 1433 г. в Дижон той е приет в „ордена на Златното руно“ (Диплом нр. 36). На 16 април 1436 г. херцог Филип Добрия от Бургундия и леля му Елизабет от Гьорлиц сключват договор в Хага, в който Рупрехт е поставен като сенешал в двора на Елизабет в Арлон.

## Фамилия
Първи брак: пр. 21 февруари 1391 г. с Йоханета фон Бланкенхайм († 24 юни 1392), дъщеря на Герхард VIII фон Бланкенхайм († 1406) и съпругата му Елизабет фон Изенбург-Браунсберг († 1426). Бракът е бездетен.
Втори брак: на 30 септември 1398 г. с Агнес фон Золмс-Браунфелс († 1415/1420), дъщеря на граф Ото I фон Золмс-Браунфелс († 1410) и Агнес фон Фалкенщайн († 1409). Те имат децата:
- Филип I (* ок. 1425; † 1443), 1424 граф на Вирнебург и Нойенар, ∞ на 4 юли 1419 г. за Катарина фон Зафенберг (* ок. 1410), наследничка, дъщеря на граф Вилхелм фон Зафенберг-Нойенар
- Рупрехт (V) († пр. 1444), замесен в аферата около Жана дес Армоаз
- Анна (* ок. 1410; † 1480), ∞ 1443 г. за граф Йохан II фон Марк-Аренберг и Седан († 1470), син на граф Еберхард II фон Марк-Аренберг (1410 – 1440)
- Геновева (* ок. 1420; † 18 април 1437), ∞ след 15 май 1429 г. за граф Хайнрих II фон Насау-Диленбург във Вианден (1414 – 1450), син на граф Енгелберт I фон Насау-Диленбург (1370 – 1442)
- Агнес, ∞ 1415 г. за Йохан II фон Родемахерн († 1415)